# Válka čtverné aliance
Válka čtverné aliance (1717–1720) byla výsledkem ambic krále Filipa V., jeho ženy Alžběty a prvního ministra Giulia Alberoniho převzít zpět do španělského vlastnictví italská teritoria a nárokovat si francouzský trůn. Válka skončila porážkou Španělska aliancí Británie, Francie, Habsburské monarchie (součást Svaté říše římské) a Spojených provincií. Později do koalice vstoupilo Savojsko jako pátý spojenec. Ač boje započaly již v průběhu roku 1717, formálně nebyla vyhlášena válka až do prosince 1718. Byla ukončena haagskou mírovou smlouvou roku 1720.

## Příčiny

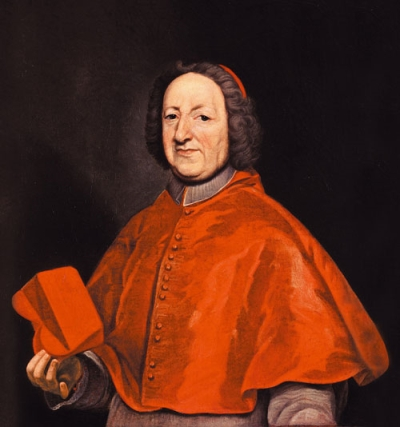
Kardinál Giulio Alberoni

Po válce o dědictví španělské (1701–1714) byl Filip, vévoda z Anjou, vnuk Ludvíka XIV., uznán za krále Filipa V. Španělského, ale pod podmínkou, že Koruna francouzská se se španělskou nikdy nespojí/nikdy nebudou sjednoceny.
Navíc Španělsko utrechtským mírem ztratilo všechny své državy v Itálii a Nizozemí. Španělské Nizozemí, Vévodství milánské, Neapolsko a Sardinie zůstaly rakouské větvi Habsburků, kteří je připojili k jejich středoevropské monarchii, zatím co Sicílií byl odměněn vévoda savojský. Tyto země byly pod vládou Španělských Habsburků téměř po dvě staletí a jejich ztráta byla vnímána jako velká rána zemi jak podle prestižních, tak podle praktických měřítek.
Přesto byla nejvyšší prioritou Španělska obnova země po třinácti letech války, která se odehrávala z části i na španělském území. Hlavní plánovač těchto činností byl kardinál Giulio Alberoni. Roku 1714 zaranžoval a připravil sňatek ovdovělého Filipa V. s jedenadvacetiletou Italkou Elisabettou Farnese a stal se osobním rádcem nové královny. Roku 1715 se stal prvním ministrem, stabilizoval španělské hospodářství a zreformoval finance. Také dal podnět k přestavbě španělského loďstva (v roce 1718 postaveno 50 lodí) a reformoval armádu.
Královna prosazovala několik dynastických záborů v Itálii a podněcovala tedy italské ambice svého manžela a jeho synů. To podporoval rovněž Alberoni.
Když roku 1715 zemřel Ludvík XIV., stal se následníkem trůnu jeho nezletilý pravnuk Ludvík XV. Španělský král Filip V., jediný přeživší vnuk Ludvíka XIV., a jeho synové byli z nástupnictví na francouzském trůnu vyřazeni utrechtskou mírovou smlouvou. Filip si nicméně nárokoval francouzský trůn pro případ smrti mladého panovníka. Opozice proti Filipovým ambicím vedla Francii (kde byl tehdy regentem Filip II. Orleánský, synovec Ludvíka XIV.), Británii a Nizozemskou republiku k tomu, aby se 4. ledna 1717 spojily navzájem do Trojitého spojenectví.

## Vypuknutí války

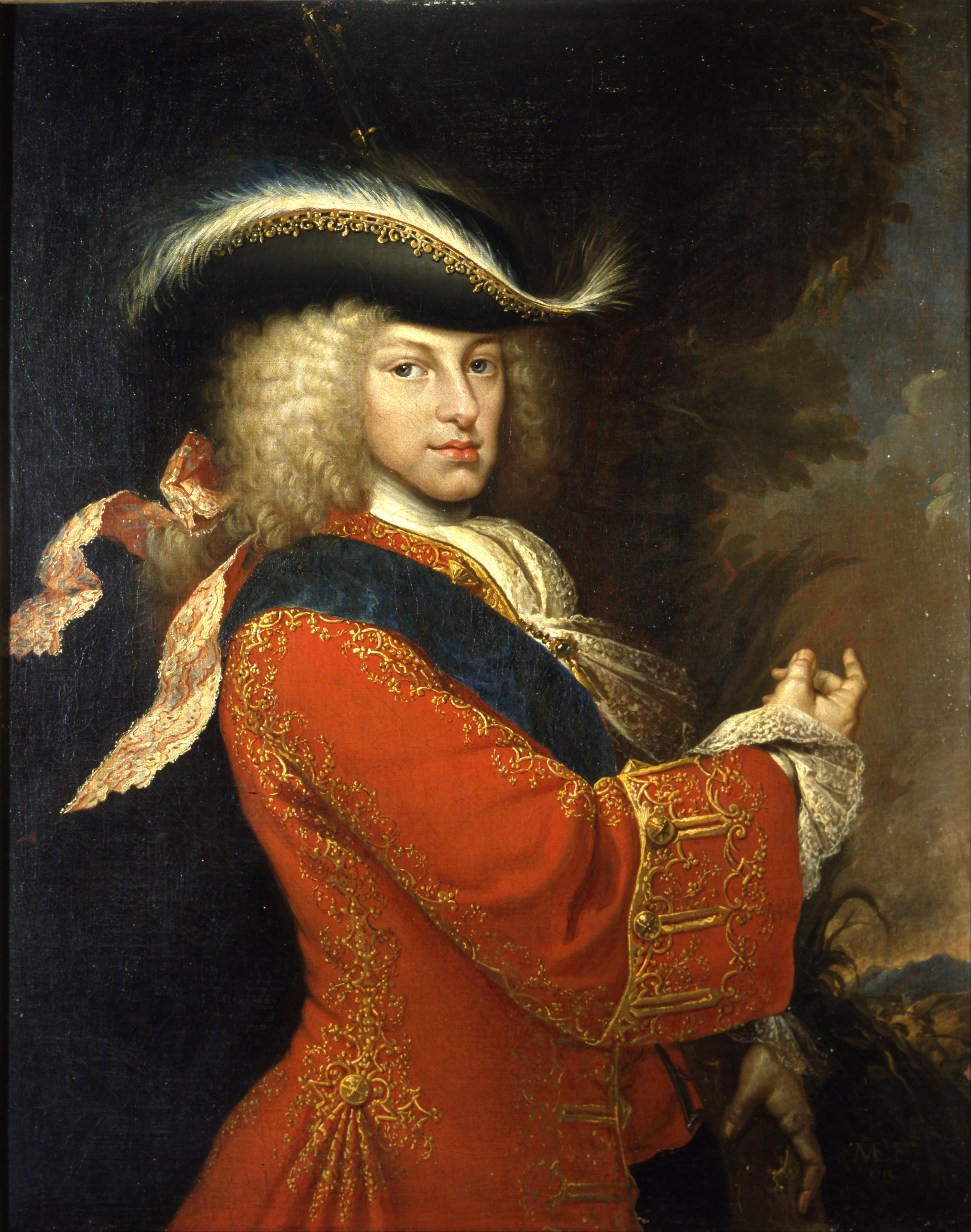
Filip V., španělský král

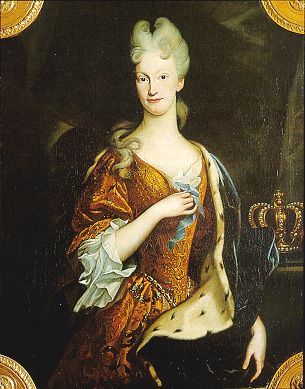
Alžběta Farnese

Později tohoto roku zvažovaly Británie, Francie a Habsburská monarchie, zda by neměla být Sicílie postoupena Karlu VI., císaři Svaté říše římské, aby tím byla posílena ustanovení utrechtského míru. Přípravy takové dohody popudily Španělsko, které toužilo získat ostrov zpět.
V srpnu 1717 začal Filip podnikat akce nepřátelské proti středoevropské mocnosti – vpadl na ostrov Sardinii v době, kdy Habsburská monarchie měla svázané ruce válkou proti Osmanské říši. Bylo shromážděno loďstvo o stu transportních lodí, chráněné patnácti válečnými koráby, převážející 9 000 mužů pod velením markýze z Lede. Plavilo se z Barcelony na Sardinii, která invazi podlehla v listopadu 1717.
Počáteční reakce Habsburků na tuto invazi byla omezená, neboť její nejvyšší velitel, generalissimus princ Evžen Savojský se chtěl vyhnout větší válce v Itálii, dokud pokračoval konflikt na Balkáně, který odsával habsburské jednotky a zdroje. Když však 21. července 1718 požarevacký mír ukončil válku s Osmanskou říší, došlo 2. srpna k utvoření tzv. čtverné aliance a císař se tak připojil k trojitému spojenectví.

## Širší konflikt

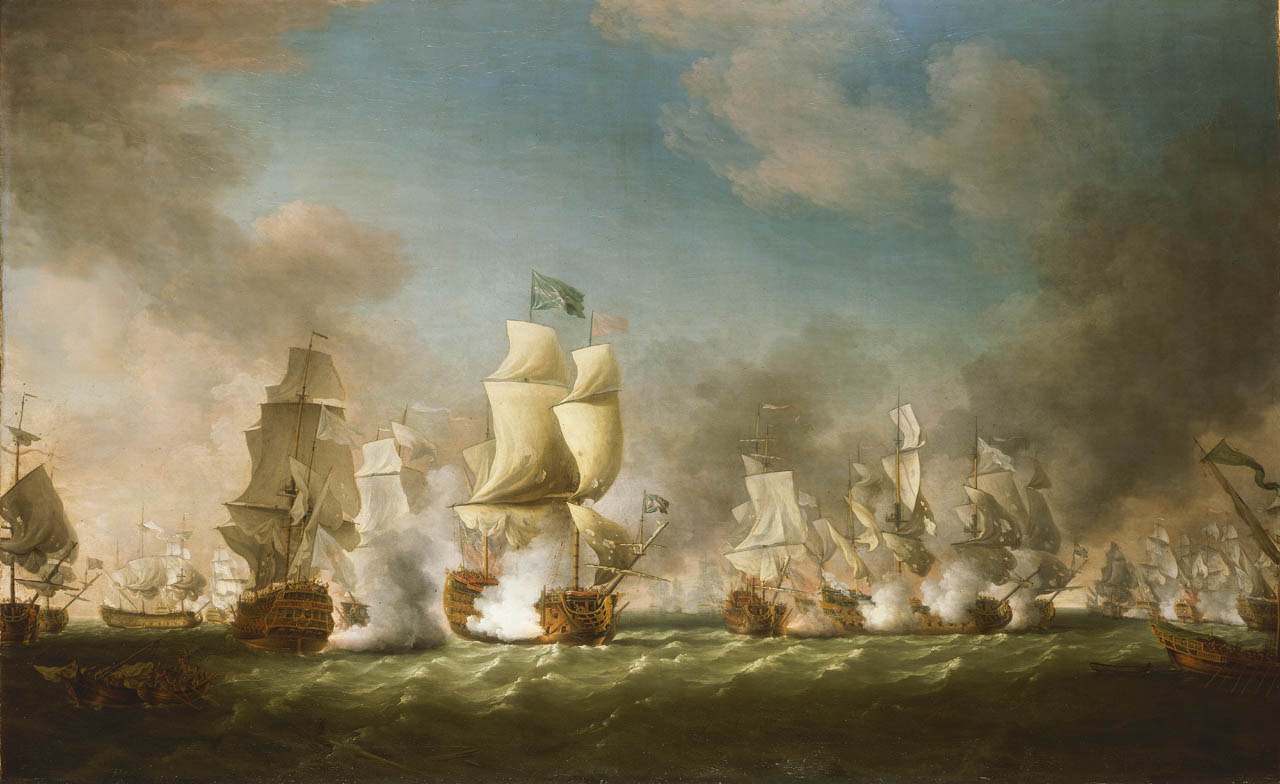
Bitva u Capo Pássero 11. srpna 1718, malba olejem na plátně od Richarda Patona, 1767

V červenci 1718 Španělé s vojskem o 30 000 mužích opět pod vedením markýze z Lede napadli také Sicílii, která byla v držení savojského vévody. 7. července obsadili Palermo a své vojsko rozdělili do dvou částí. Markýz de Lede sledoval linii pobřeží, aby oblehl Messinu mezi 18. červencem a 30. zářím, zatímco Montemar dobýval zbytek ostrova.
Francouzi, Rakušané a Britové nyní požadovali, aby se Španělé stáhli ze Sicílie a Sardinie. Postoj Viktora Amadea II. Savojského byl obojaký, neboť přijal Alberoniho návrh jednat o vytvoření protihabsburského spojenectví.
V bitvě u mysu Passaro 11. srpna britské loďstvo, vedené Sirem Georgem Byngem, účinně eliminovalo loďstvo španělské, nasazené kolem sicilského pobřeží. Tyto akce byly na podzim následovány přistáním malé habsburské armády (shromážděné v Neapoli habsburským místokrálem, hrabětem Wirichem Daunem) poblíž Messiny, aby ji osvobodila z obléhání španělskými silami. Císařští byli poraženi v první bitvě u Milazza 15. října a udrželi jen malé předmostí kolem Milazza.
Francouzi, Britové a i císařští oficiálně vyhlásili válku Španělsku až 17. prosince 1718. Nizozemci se k nim připojili ještě později, v srpnu 1719.

## 1719

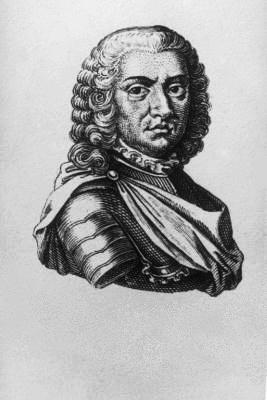
Florimund Claudius, hrabě z Mercy (1666–1734)

Po odhalení cellamarského spiknutí nařídil vévoda orleánský francouzské armádě vedené vévodou z Berwicku, aby v dubnu 1719 vpadla do baskických provincií Španělska. Tato armáda se setkala jen s minimálním odporem, ale byla nucena se stáhnout zpět kvůli těžkým ztrátám způsobeným nemocemi. Druhý útok na Katalánsko postihl stejný osud. V Americe byli Francouzi úspěšnější a obsadili Pensacolu na západě dnešního státu Florida.
Na Sicílii započaly habsburské jednotky vedené hrabětem de Mercym novou ofenzívu. Nejprve utrpěli porážku v bitvě u Francavilly (20. června 1719), ale Španělé byli odříznuti od domovských zemí britským loďstvem a bylo jen otázkou času, kdy se jejich odpor rozpadne, rozdrobí a zhroutí. Potom byl již hrabě de Mercy vítězný - vyhrál druhou bitvu u Milazza, v říjnu obsadil Messinu a oblehl Palermo.
V roce 1719 také zorganizoval irský vyhnanec James Butler, vévoda z Ormonde, výpravu s extenzivní španělskou podporou za účelem invaze do Británie a vyměnění panovníka sesazením krále Jiřího I. a dosazením Jakuba Stuarta, jakobitského pretendenta trůnu. Většina flotily však byla zničena při bouři nedaleko galicijského pobřeží. Jen malá síla tří set španělských vojáků v čele s hrabětem Marischalem se vylodila na ostrově Eilean Donanu, ale byli společně s horaly, kteří je podporovali, poraženi v bitvě u Glen Shielu v červnu 1719 a naděje na povstání brzy zmizely.
V odvetu za tento útok obsadilo v říjnu 1719 britské loďstvo Vigo a invazní síly dále pochodovaly do vnitrozemí na Pontevedru. To způsobilo otřes mezi španělskými hodnostáři (představenými a vůdci), neboť si uvědomili, jak jsou zranitelní obouživelným spojeneckým útokům, navíc když tu existovala možnost otevřít novou frontu od francouzských hranic.
Francouzi dobyli španělské sídlisko Pensacolu v západní části Floridy v květnu 1719, čímž předešli španělskému útoku na Jižní Karolínu. Ačkoliv španělské síly město znovu obsadily v srpnu 1719, ke konci roku padlo opět do rukou Francouzů, kteří město definitivně zničili.
Potom, co místo rozsáhle poplenili, byli nakonec vytlačeni místní milicí.

## Mír
Philip propustil Alberoniho v prosinci 1719 a uzavřel mír s aliancí haagskou mírovou smlouvou 17. února 1720.
Filip V. byl smlouvou přinucen vzdát se všech území obsazených během války. Přesto byl uznán nárok jejich nejstaršího syna na Vévodství Parma a Piacenza po smrti bezdětného Isabellina polobratrance, Antonia Farnese.
Francie vrátila Pensacolu a zbývající nevrácené územní výboje na severu Španělska výměnou za obchodní výhody. Do podmínek mírové smlouvy byla zahrnuta i výměna Sicílie za Sardinii, ke které byl přinucen savojský vévoda. Ten musel vyměnit svůj sicilský trůn za méně významné Sardinské království, které ironií osudu později tak nabylo na významu, že v devatenáctém století dokázalo sjednotit Itálii.

## Odkaz
Tato válka poskytuje jedinečný příklad případu, kdy se ve válečném konfliktu během 18. století ocitly Británie a Francie na stejné straně. Jednalo se o období mezi lety 1716 a 1731, když byly obě země spojenci. Španělsko se pak s Francií spojilo do bloku nazývaného anglicky Bourbon Compact a tyto dva státy se tak staly neustálými nepřáteli Britů.
Válka také ukázala rostoucí námořní moc Británie na úspěšném nasazení královského námořnictva ve Středozemním moři.